# Округ Гарфилд (Небраска)
Округ Гарфилд (енгл. Garfield County) је округ у америчкој савезној држави Небраска.

## Демографија
По попису из 2010. године број становника је 2.049, што је 147 (7,7%) становника више него 2000. године.
| Група             | 2000.         | 2010.         |
| Белци             | 1.867 (98,2%) | 2.022 (98,7%) |
| Афроамериканци    | 0 (0,0%)      | 3 (0,1%)      |
| Азијати           | 1 (0,1%)      | 2 (0,1%)      |
| Хиспаноамериканци | 19 (1,0%)     | 15 (0,7%)     |
| Укупно            | 1.902         | 2.049         |